# Francisco Macedo (teologo)

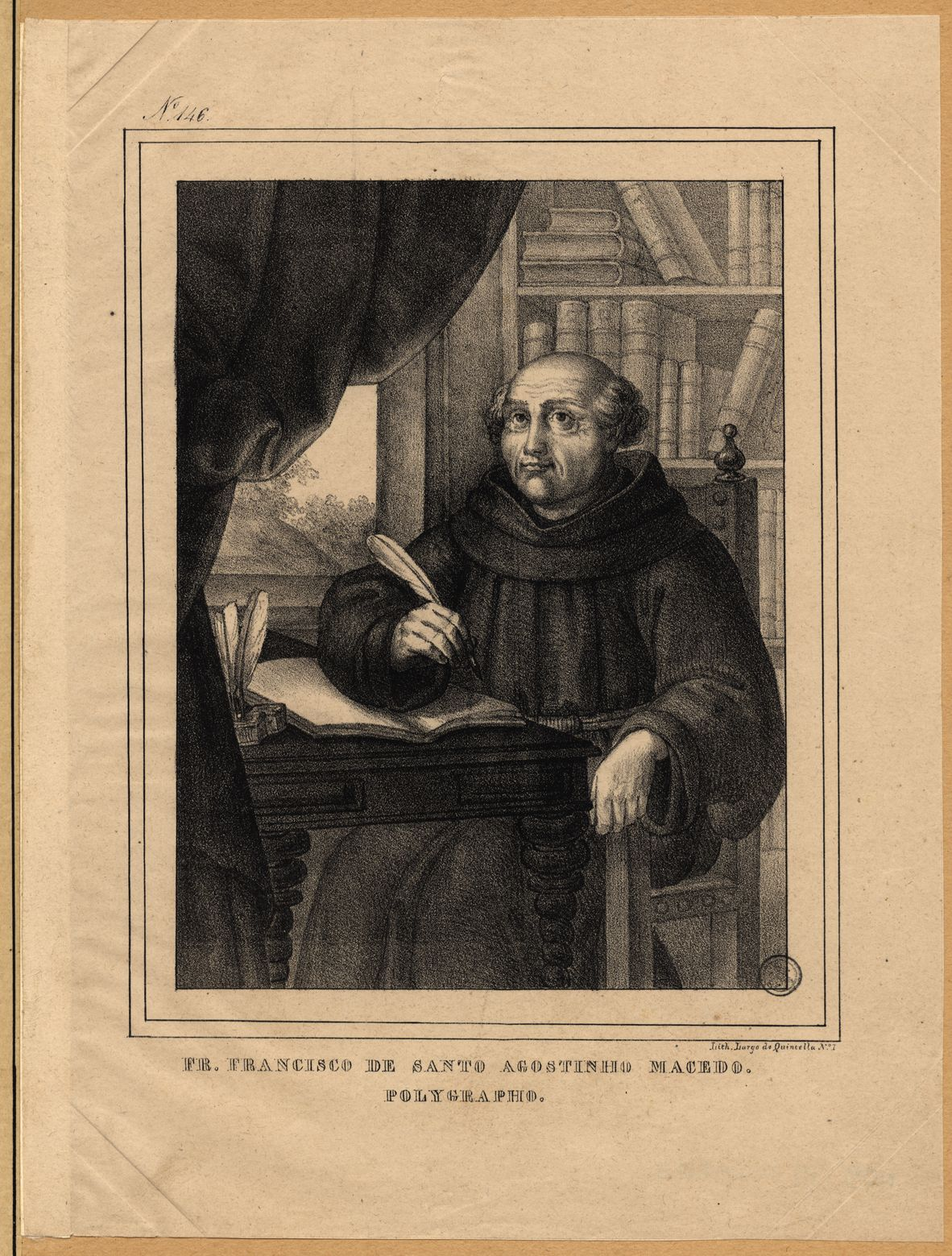
Francisco Macedo

Francisco Macedo, conosciuto come "S. Agostino" (Coimbra, 1596 – Padova, 1º maggio 1681), è stato un teologo, filosofo e francescano portoghese.

## Biografia
Entrò nell'Ordine dei Gesuiti nel 1610, ma lo abbandonò nel 1638 per unirsi agli Agostiniani Scalzi. Anche da questi si separò nel 1648, unendosi ai Francescani. In Portogallo si schierò con la Casa di Braganza.
Richiamato a Roma da Papa Alessandro VII, insegnò teologia al Collegio di Propaganda e successivamente storia della Chiesa alla Sapienza, oltre a fungere da consulente per l'Inquisizione. A Venezia nel 1667 tenne una disputa pubblica, sfidando chiunque, su quasi ogni branca del sapere umano, in particolare la Bibbia, la teologia, la patrologia, la storia, il diritto, la letteratura e la poesia. Chiamò questa disputa, nel suo stile bizzarro ed eccentrico, "Leonis Marci rugitus litterarii" (il ruggito letterario del Leone di San Marco); ciò gli valse la libertà della città di Venezia e la cattedra di filosofia morale all'Università di Padova. Trasferitosi a Padova, fu accolto presso il convento di San Francesco Grande, dove rimase fino alla sua morte. Negli anni successivi al suo trasferimento sono ricordate le sue dispute teologiche con il religioso agostiniano Enrico Noris, avvenute negli anni '70 del secolo. In virtù della sua straordinaria erudizione, Macedo fu soprannominato in vita "monstrum scientiae".

## Opere
Macedo scrisse numerose opere, di cui più di cento furono stampate. Fece parte anche delle controversie sui giansenisti, pendendo dapprima per questi ultimi, ma prendendo poi le difese degli agostiniani. Esse includono:
- De primis solemnibus, et pompa triumphali habita in apotheosi divi Francisci Xaverii epico carmine libri tres, poema, stampato a Lisbona nel 1620;
- Apotheosis Sanctae Elisabethae Reginae Lusitaniae epico carmine liber unicus, stampato a Coimbra nel 1626;
- Theses Rhetoricae, pubblicato a Madrid nel 1628;
- Lacrimae Provinciae Lusitaniae, ob ereptum sibi lugduni acerba morte P. Franciscum de Mendaçoa, pubblicato a Lione nel 1631;
- Historia de los Martires del Japon, pubblicato a Madrid nel 1632;
- Vida del grande D. Luis de Attayade, Tercer Conde de Attoguia, y virrey de la India dos vezes, pubblicato a Madrid nel 1633;
- Epitome chronologico desde el principio del Mundo hasta la venida de Christo, pubblicato a Madrid nel 1633;
- Sermão que fez o padre Francisco de Macedo da Companhia de Iesus, na festa de S. Thome Padroeiro da India, na Capella Real desta Cidade de Lisboa. Dirigido a Serenissima senhora Princesa Margarita, pubblicato a Lisbona nel 1637;
- Panegyrico apologetico, por la desagraviada Lusitania de la servitud iniusta, del tyrannico yugo, de la insoportable tirania de Castilla con el derecho, virtud, y cuydado de Don Ivan 4, pubblicato a Parigi e Barcellona nel 1641;
- Ius succedendi in Lusitaniae regnum dominae Catharinae regis Emmanuelis ex Eduardo filio neptis, ... Nunc ab Lusitano Anonymo latinitate donatum. Addita Appendice de actu possidendi & iure postliminij serenissimi regis Ioannis 4, pubblicato a Parigi nel 1641
- Elogia Gallorum, Aquis-Sextis, 1641;
- Sacrae Divae Magdalenae speluncae vulgo SaincteBrune prope Massiliam, poetica, citra fictionem, descriptio, pubblicato ad Aquis-Sextis nel 1641:
- Descriptio Villae Iuquii, pubblicato nel 1641;
- Statua equestris, aerea vita, aerea fama, aeternum monumentum, immortale trophaeum, affabricata posteritas, Augustis Regis, Ludovici Iusti justa effiges, Martia imago, Tuba crepans..., pubblicato a Parigi nel 1641;
- Cardinali Iulio Mazzarino pro recens donata purpura elogium, pubblicato a Parigi nel 1641;
- Excellentissimi Principis DD Marchionis de Fontane christianissimi regis Galliarum, apud Sanctissimo DNP Urbanum Oratoris Romam solenni pompa invecti skhediasma Triumphale, pubblicato a Roma nel 1641;
- Illustrissimo et reverendissimo DD Ludovico Bretelio Archiepiscopo Aquensi rusticanae suae domus et villae in Oppido Iocorum Poetica descriptio, pubblicato a Parigi nel 1641;
- Poema epicum pro victoria Anglorum ab hollandis mari comparata, pubblicato a Londra nel 1641;
- Sanctissimo patri domino nostro Urbano VIII pontifici macimo Lyra Barberina Sylva, pubblicato a Roma nel 1641;
- Sanctissimo patri domino nostro Urbano VIII pontifici maximo Ilarion Apes barberinae, pubblicato a Roma nel 1641;
- Roma in tabula Lusitana, pubblicata in Roma nel 1642;
- Honor vindicatus, pubblicato a La Rochelle nel 1642;
- Sermao que fez o RP Frey francisco de Sant Agostinho, Capucho da provincia de sancto Antonio, nas honras, que a naçaoFrancesca celebrou à memoria del Rey Christianissimo Luis XIII o Iusto, na sua capella real desta cidade de Lisboa em 17 dias do mes de Iulho, pubblicato a Lisbona nel 1643;
- Montigiensis de Castellano hoste victoria. Auspiciis invictissimi regis Ioannis IV Portugalliae XVIII, pubblicato nel 1644;
- Officium breve S. Joannis Evangelistae ad usum principis Teodosii, Ulyssipone, 1644;
- Sermam de soledade de Nossa Senhora que prégou na capella real, o padre mestre Frey Francisco de S- Agostinho capucho da Provincia de Santo Antonio, lente de artes, e theologia no seu collegio de Coimbra. No fim mostrou o Santo Sudario. Em sesta feira de Endoenças, pubblicato a Lisbona nel 1645;
- Philippica portuguesa, contra la invectiva castellana, pubblicata a Lisbona nel 1645;
- Manifestum pro regno Lusitaniae, pubblicato nel 1647;
- Propugnaculum lusitano-gallico contra calumnias hispano-belgicas. In quo ferme omnia vtriusque regni tum domi tum foris præclare gesta continentur, pubblicato a Parigi nel 1647;
- altissimo principi DD Ludovico Borbonio, principi Condaeo, Primo regii sanguinis principi, pari Franciae primo, archi-economo, regiae domus Galliae, duci anguiensi, et Castelruissensi, et Montmorantio, et Albretensi, et Fronsacio, Parigi, 1647;
- Orpheus, tragicommedia stampata a Parigi nel 1647;
- Elogium eminentiss. Michaelis Mazzarini, pubblicato a Parigi;
- Serenissimi Principis DD Petri Infantis Portugalliae recens nati carmen genethliacum, pubblicato a Parigi nel 1648;
- Panegyris soterica ob propulsatum sacrae eucharistiae ope imminens ab immisso sicario periculum, Serenissimo regi Lusitaniae Ioanni IV Promisso, divinitus servato dicta. Parigi, 1648;
- Scrutinium divi Augustini: pubblicato a Londra nel 1644 e poi ristampato a Parigi nel 1648 e a Munster nel 1649;
- Cortina divi Augustini: la prima edizione è del 1648 a Parigi;
- Domus Sadica. Regiis lineis firmata; Romanis columnis nixa; Sadicis heroibus illustrata pubblicata a Londra nel 1653;
- Mens diuinitus inspirata sanctissimo patri domino nostro Innocentio papæ 10. Super quinque propositiones Cornrlij Jansenij et mens diui Augustini illustrata de duplici adjutorio gratiæ sine quo non & quo, pubblicata a Londra nel 1653;
- Lituus Lusitanus, buccinæ Anglicanæ, Thomæ Angli, canenti occinens, pubblicata a Londra nel 1654;
- Mens vera Augustini de praedestinatione, gratia, et libero arbitrio. Cum libra inter Arminianos et Caluinianos, pubblicata a Londra nel 1654;
- Scrinium. Divi Augustini in quo arcana illius de adjutorio sine quo non sensa continentur. Addita libra cum æquamento Augustini inter Calvinianos et Arminianos, pubblicata a Londra nel 1654;
- Tessera Romana, authoritatis Pontificiæ. Adversus Buccinam Thomæ Angli, & classicum heterodoxorum, pubblicato a Londra nel 1654;
- Syluae pontificiae rosae Alexandrinae domino nostro Alexandro papae 7, pubblicato a Roma nel 1655;
- Mens divinitus inspirata SS. papae Innocentii X: pubblicata a Louvain nel 1655;
- Christina Pallas togata Alexandri 7. auspicijs Romæ triumphatrix, pubblicato a Roma nel 1656;
- Panegyricus Alexandro Septimo pontifici maximo ob depulsam pestem,pubblicato a Roma nel 1657;
- De clavibus Petri: pubblicata una prima volta a Roma nel 1660, fu in parte ristampata;
- Theatrum meteorologicum; in quo aetherea, aerea, ignea, aquea, terrestria, subterranea, ac ex his mista meteora spectantur, pubblicato a Roma nel 1660;
- Vitae SS. Ioannis de Mattha, et Felicis de Valois, fundatorum Ordinis SS. Trinitatis, pubblicato a Roma nel 1660;
- Archigymnasii Romanae Sapientiae. Ab Alexandro 7. pont. max. perfecti, lustrati, consecrati postridie idus nouembris descriptio, pubblicato a Roma nel 1661;
- Christina regina Alexandro papæ. Alexander papa Christinæ reginæ, pubblicato forse nel 1662;
- Diatriba de aduentu s. Iacobi in Hispaniam, pubblicato a Roma nel 1662;
- Reuerend.mi P.N. abbatis domni Hilarionis Rancati in eius exequijs praesente corpore ad Sanctae Crucis in Hierusalem habita laudatio, pubblicato dopo il 1662;
- Funebris in iustis em.mi ac reu.mi principis Card. Iulii Sacchetti Oratio. In templo Cænobij à S. Marcello PP. Seruorum habita, pubblicato a Roma nel 1663;
- Controversiae selectae contra haereticos: pubblicate a Roma nel 1663;
- Reuerendissimi P.N. abbatis domni Hilarionis Rancati in eius exequijs præsente corpore ad Sanctæ Crucis in Hierusalem habita laudatio, pubblicato nel 1663;
- Sermon que en el dia del gran padre y doctor de la iglesia San Augustin predico el reverendissimo p. fr. Francisco de San augustin, pubblicato a Madrid nel 1663;
- Oratio funebris in patris reuerendissimi Pauli Luchini. Exgeneralis Augustiniani, pubblicato a Roma nel 1664;
- Scholae theologiae positiuae ad doctrinam catholicorum, & cunfutationem hæreticorum apertæ, pubblicato a Roma nel 1664;
- Vindiciae romani pontificis et pontificatus aduersus calumnias heterodoxorum, Anglorum praesertim, & Scotorum, in Academijs Oxoniensi, Cantabrigiensi, & Aberdonensi, pubblicato a Roma nel 1666;
- Vita Teresiae reginae legionis: et Sanciae dominae Ierabricae sororum Lusitanarum. Sanctimonialium Cisterciensium Sancti Bernardi instituti, quae vulgò, Sanctae Reginae, appellantur, pubblicato a Roma nel 1667;
- Concentus euchologicus sanctae matris Ecclesiae in breuiario et sancti Augustini in libris. Adiuncta harmonia exercitiorum s. Ignatij Societatis Iesu fundatoris, et operum s. Augustini Ecclesiae doctori, Venezia, 1668;
- Litteræ Officiosæ reciprocæ Marci ad Petrum et Petri ad Marcum, super acceptis a SS. D. N. Clemente 9. Papa in Cretensi obsidione auxilijs, pubblicato a Venezia nel 1668;
- Phoenix Creticus Catharinus Cornelius Venutus heros incendiarij pulueris opera extinctus. Tribus Macedi operibus epigrammate, elogio, laudatione rediuiuus, pubblicato a Venezia nel 1669;
- Vita venerabilis P. Toribii Alfonsi Mogrovegii archiepiscopi Limensis, ex actis legitimis de mandato sacræ rituum Congregationis opera ordinarij confectis deprompta, pubblicato a Venezia nel 1669;
- Panegyricus sanctissimo p.d. nostro Clementi papae 9. Patauii dictus, pubblicato a Padova nel 1669;
- Pictura Venetae vrbis, eiusque partium in tabulis Latinis, coloribus oratorijs expressa, & pigmentis poeticis colorata, pubblicato a Venezia nel 1670;
- Vita venerabilis Toribii Alfonsi Mogrovegii archiepiscopi Limensis, ex actis legitimis de mandato sacrae rituum Congregationis opera ordinarij confectis deprompta, Padova, 1670;
- Votum poeticum in triumphali pompa excell. d.d. Francisci a Sousa Comitis Prati, marchionis Minarum Legatus extraordinarij ... a serenissimo rincipe Lusitaniæ Petro ad sanctiss. p.d.n. Clementem 10. missi appensum ad Aram S. Antonii Lusitani Patauij a p.m.f. Francisco a S. Augustino Macedo minorita obseruante Lusitano, Veneto ciue, lectore sui ordinis iubilato, & moralis philosophiæ publico in Patauina Academia professore, pubblicato a Padova nel 1670;
- Collationes doctrinae S. Thomae et Scoti: pubblicata a Padova per tre volte nel 1671, 1673 e 1680;
- Medulla historiae ecclesiasticae. emaculata, Emedullata, Vindicata, pubblicato a Padova nel 1670;
- Disquisitio theologica de ritu azymi et fermentati, pubblicato a Verona nel 1673;
- Illustrissimo, ac reuerendissimo d.d. Hyacintho Libello archiepiscopo Auenionis designato. Cuius vrbis sunt tres claues. Triclavium poeticum. Cum triplici voto Macedo, pubblicato nel 1673;
- In stellarum copiam sub Clemente 10. d.n. Romam confluentiumMacedo, pubblicato nel 1673;
- Panegyricus sanctiss. domino nostro Clementi Papæ 10, pubblicato forse nel 1673;
- Commentationes duae ecclesiastico-polemicae: pubblicata a Verona nel 1674, riguarda Vincent di Lérins e Hilarius di Arles; contro di essa Enrico Noris scrisse la sua Adventoria, pubblicato a Verona nel 1674;
- Henricus Hausen Ord. Fratrum Minorum Strictioris Obseruantiæ s. theologiæ lector Croecii;
- Responsio ad notas nobilis critici anonymi in Apologiam reuerendiss. P. Fr. Thomae Mazzae ... pro Ioanne Annio Viterbiensi, pubblicato a Verona;
- Myrotecivm Morale Docvmentorvm Tredecim : *Que sunt totidem Lectiones super Textum Aristotelis Lib. 8 Ethicorum De Amicitia. Cum duplici pia Appendicula & Indice Librorum, pubblicato a Padova nel 1675;
- Panegirico sacro del serafico padre S. Francesco per recitarsi nel giorno festiuo de suoi natalitij nel cospicuo conuento delle illustriss. signore madri di San Lorenzo di Venetia dal reuerendissimo padre Fr. Francesco da S. Augustino Macedo de Minori Osseruanti ... Argomento lo specchio vicendeuole (cioè paragone) trà S. Lorenzo, e S. Francesco. Dedicato all'illustriss. signora Elena Lucretia Cornara Piscopia, pubblicato a Padova nel 1675;
- Serenissimo principi Nicolao Sagredo Venetiarum duci elogium Macedo, pubblicato a Padova nel 1675;
- In serenissimum d. Aloysium Contarenum recens inauguratum principem Venetiarum Macedo, pubblicato a Padova nel 1676;
- Manifestatio veritatis, & responsio ad propositiones Henrici Noris. Auctore Fr. Hilario à Ragusa minorita obseruante lectore generale theologo, pubblicato non prima del 11676;
- Prodromus velitaris, in quo, S. Aurel. Augustinus Hipponensis, sanctissimi Galliarum episcopi, eminentissimi cardinales Baronius, & Bellarminus ... vindicantur a calumniis, conuiciis, imposturis, quibus scatet opus tripartitum Henrici de Noris in historiam Pelagianam, ... auctore F. Brunone Neusser ... Adiecta est in calce aduersus eundeam Henricum de Noris Commentatio polemica R.A.P. Francisci Macedo, Magonza, 1676: si attribuisce quest'opera a Macedo, nonostante sia indicato come autore Brunon Neusser;
- Responsiones P. Francisci Macedi professoris Patauini, Veneti ciuis, &c. aduersus Propositiones parallelas F. Ioannis a Guidicciolo collectae ab Annibale Riccio Veneto sacrae theologiae baccalaureo, pubblicato a Venezia nel 1676;
- Schema illustre, et genuinum Sacrae Congregationis Sancti Officij Romani cum elogijs eminentissimorum principum cardinalium et corollario de infallibili auctoritate summi pontificis in mysterijs fidei proponendis, ac eiusdem controuersis decidendis, pubblicato a Padova nel 1676;
- Panegyricus illustriss. & reuerendiss. ac excellentiss. d.d. Ludouico a Sousa archiepisc. Bracharensi Hispaniarum primati, regij principis Lusitaniæ Petri apud Romanum pontificem dominum nostrum Innocentium vndecimum legato extraordinario, pubblicato a Padova nel 1677;
- Responsa P. Francisci Macedi minoritae Lusitani, magistri Conimbricensis, lectoris sui ordinis iubilati ... aduersus gerras Germanas Germanitatum Cornelij Iansenij, & Henrici Noris, collecta ab Annibale Riccio Veneto sacrae theologiae baccalaureo, pubblicata a Padova nel 1677;
- Trifauus Macedi compositus ex panegyrico, elogio, poemate Romæ conditus Patauij expressus: illustrissimo, reuerendissimo, excellentissimo d.d. Aloysio a Sousa, pubblicato forse nel 1677;
- Genethliacon augusti principis Iosephi Caesaris Augusti Leopoldi imperatoris filii trilingue Latinum, Italicum, Hispanicum. Auctore P.F. Francisco à S. Augustino Macedo, pubblicato a Venezia nel 1679;
- Elogia poetica in serenissimam Rempublicam Venetam ejusque Augustum senatum tribunalia pontifices, pubblicato a Padova nel 1680;
- Panegirico di S. Chiara d'Assisi diuiso in dieci discorsi, pubblicato a Padova nel 1680;
- Panegyricus Innocentio XI, pubblicato nel 1680;
- In nuptiis serenissimorum principum Victorii Amadei ducis Sabaudiæ et Elisabethæ Mariæ Franciscæ infantis Lusitaniæ epithalamium, pubblicato nel 1681;
- Somnia quinquaginta fr. Macedo in itinerario S. Augustini post baptismum Mediolano Romam, excutiebat levi brachio P. Fulgentius Fosseus Augustinianus ... ad reverendissimum ... Johannem Mabillon, pubblicato a Leida nel 1681;
- Reverendissimi patris fr. Francisci de Macedo minoritae Lusitani ... Carmina selecta, pubblicato nel 1683;
- Epithalamium in nuptiis Nicolai Contareni et Caecilia Grimanae
- Azymus Eucharisticus, pubblicata a Venezia contro il Cardinale Giovanni Bona;
- Scholae theologicae positivae ad... confutationem haereticorum: pubblicata a Roma nel 1696.